# François Perroux
François Perroux (Lione, 19 dicembre 1903 – Stains, 2 giugno 1987) è stato un economista francese, professore al Collège de France dopo aver insegnato presso l'Università di Lione (dal 1928 al 1937) e l'Università di Parigi (dal 1935 al 1955). Fondò l'Institut de Sciences Economiques Appliquées nel 1944 e fu l'ideatore della teoria dei poli di sviluppo.
Fu sempre estremamente critico nei confronti della politica finanziaria ed economica prevalente nei confronti del Terzo Mondo, come veniva chiamato all'epoca. A suo avviso, essa teneva troppo poco conto dell'originalità, della cultura e delle circostanze concrete dei paesi interessati ed era troppo concentrata sulla crescita quantitativa, troppo "occidentale" e troppo concentrata sugli interessi dei ricchi paesi industrializzati. 

## Biografia
Nacque nel 1903 in una famiglia cattolica di commercianti di Lione. Fece gli studi secondari presso i Padri Maristi a Lione, successivamente, studiò alla Facoltà di Giurisprudenza di Lione. Dopo essersi laureato in lettere nel 1924, difese il suo dottorato in giurisprudenza (tesi:Il problema del profitto) sotto la direzione di René Gonnard (1874-1966). La ricerca comprendeva un gran numero di riferimenti austriaci, tedeschi e italiani, alimentati da un'importante corrispondenza. Nel 1928 fu nominato professore associato presso la Facoltà di Giurisprudenza di Lione. Grazie alla sua conoscenza degli scritti tedeschi e austriaci, fu incaricato dall'Associazione per la politica sociale, del contributo francese all'indagine internazionale sugli stipendi dei dipendenti pubblici, intrapresa nel 1932, che portò al suo lavoro pubblicato nel 1933: Gli stipendi dei dipendenti pubblici in Francia. Con una prefazione del preside della Facoltà di Giurisprudenza di Parigi, Edgard Allix, questo lavoro offrì uno sguardo sulle prospettive parigine che gli si apriranno poco dopo.